# Азёмша, Иван Павлович
Аземша Иван Павлович (1851, деревня Лучицы Мозырского уезда Минской губернии — 1916, Лучицы) — белорусский сказитель. С его слов А. К. Сержпутовским записано множество сказок, которые были записаны и изданы с сохранением оригинальной диалектики речи автора.

## Биография
Родился сказочник, и всю жизнь прожил в деревне Лучицы. Именно от него А. К. Сержпутовский записал 32 сказки из 80, вошедших в широко известную антологию «Cказки и рассказы белорусов-полешуков». Когда Ивана Азёмшу нашёл знаменитый фольклорист и этнограф, Ивану Павловичу, по прозвищу «Шавец» в переводе с белор. Сапожник, было где-то под семьдесят лет.
Его отец, Павел "Шавец", прожил более ста лет и умер в 1891 или 1892 году, заболев за жизнь только один раз, как раз накануне смерти. Павел всю жизнь прожил у Лучицкого барина: сначала как крепостной, а затем, после 1861 года, как вольнонаемный, занимаясь сапожными (отсюда прозвище) и шорными делами. В 1812 году ещё молодого отца сказочника забрали с собой французы в качестве провожатого, но избивали его и возле Клецка он убежал от них, попал к казакам, которые тоже его жестоко избивали, а один раз избили его до полусмерти и выбросили на берегу реки, но Павел пришел в себя, напился речной воды и поплелся домой, питавшись в пути только сыроежками и ягодами — писал автор со слов Ивана. Отец сказочника имел склонность к выпивке и курению табака, за это его часто бил Пан. Однако именно он знал большое количество сказок и рассказов, которые и передал сыну. И хотя отец не выделялся красноречием, Иван не только перенял все отцовские истории, но дополнил их, выработав при этом собственный повествовательный стиль, благодаря чему вошел в историю национальной культуры.
А. Сержпутовский писал: «…Иван Аземша особенно любил рассказывать про чертей, леших, водяных, мертвецов, оборотней и вообще про всякую нечистую силу. Его сильно занимали вопросы о сотворении мира и человека, о Боге, о душе и загробной жизни и т. п…». Инстинктивно, подсознательно, опираясь только на интуицию и здравый естественный смысл, слыша Божье слово, неграмотный писатель создает собственную космогонию, которая по своей поэтичности не уступает классической европейской (например сказка «Илья и Петро»).
Многие произведения Аземши написаны в жанре сатиры, например: «Жалостливая пани» (дилект. Жаласливая пани), «Завистливый поп» (дилект. Завидны поп), «Мужик, пан и ксендз» (дилект. Мужык, пан и ксендз). Из 80 произведений в сборнике А. К. Сержпутовского «Сказки и рассказы белорусов-полешуков» (1911) 32 написаны от Азёмши.